# Liviu Pleșoianu
Liviu Ioan Adrian Pleșoianu (n. 24 ianuarie 1980, România) este un politician român, fost membru al Camerei Deputaților (în sesiunea 2016-2020). În prezent este membru al Partidului Ecologist Român.

## Biografie
Născut pe 24 ianuarie 1980, Liviu Pleșoianu este absolvent al Colegiului Național „Spiru Haret”, în promoția 1998 și al Facultății de Filosofie și Jurnalism, unde a studiat între anii 1998 și 2002.
Între iunie și septembrie 2004, Liviu Pleșoianu a fost redactor-șef al publicației Casa NATO, editată de asociația omonimă, fondată de fostul premier Adrian Năstase. Ulterior, între septembrie 2004 și octombrie 2011, acesta a fost șef al departamentului de marketing online, vânzări și conținut în cadrul companiei Rentrop & Straton, grup de editură și consultanță în afaceri, fiind, de asemenea, redactor-șef în mai multe departamente ale companiei.
Începutul în politică l-a avut după participarea și câștigarea concursului „Deșteaptă-te, române!”, organizat de Antena3, pe 1 decembrie 2015, intrând în vizorul unui consilier local care i-a propus funcția de deputat.
Este căsătorit cu Alina Iuliana Pleșoianu, doctorand în științele medicale, cu specializare în obstetrică-ginecologie din cadrul rețelei private de sănătate Regina Maria și din cadrul Spitalului Clinic de Obstetrică - Ginecologie "Prof. Dr. Panait Sîrbu" (secția Maternitatea Giulești).

## Activitate politică

### Parlament

#### Legislatura 2016-2020
La alegerile parlamentare din decembrie 2016, Liviu Pleșoianu a câștigat un mandat de deputat în circumscripția electorală nr. 42 București.
A activat în:
- Comisia pentru verificarea alegerilor din 2009[9]
- Comisia desființării Direcției Generale de Protecție și Anticorupție[10]

- Comisia permanentă pentru cultură, arte, mijloace de informare în masă[11]
- Comisia implicării Serviciului de Protecție și Pază în politic[12]

Din aprilie 2017 a fost membru în grupurile de prietenie cu Parlamentele statelor:
- Georgia (președintele grupului)[13]
- Republica Austria[14]
- Republica Slovenia[15]
- Republica Tunisiană[16]

De asemenea, acesta a făcut parte din delegația Parlamentului României la Adunarea Parlamentară a Consiliului Europei.

### Candidaturi

#### Președinția României
În iulie 2017, Liviu Pleșoianu și-a anunțat intenția de a candida la alegerile prezidențiale din 2019, indiferent de propunerea oficială a partidului. În iunie 2018, la scurt timp după ce președintele Klaus Iohannis a anunțat că va candida pentru un nou mandat, Pleșoianu și-a reiterat dorința de a candida printr-un mesaj îndreptat împotriva lui Klaus Iohannis și a unor anumite ambasade și instituții. Ulterior, în urma alegerilor europarlamentare din 2019, acesta a declarat faptul că și-a „depus candidatura internă pentru desemnarea prezidențiabilului PSD”, mustrându-i pe Liviu Dragnea și Călin Popescu Tăriceanu deoarece au pierdut, „lipsiți fiind total de curajul de a risca”. În urma validării Vioricăi Dăncilă în cadrul Comitetul Executiv al PSD drept candidat al partidului la alegerile prezidențiale din 2019, Liviu Pleșoianu a anunțat că va candida independent la președinția României. Acesta nu a reușit să strângă numărul necesar de semnături pentru a candida la prezidențiale, susținând că în ultimele ore i-au venit liste de semnături trase la xerox din partea unor oameni care ar fi vrut să-l compromită.

#### Președinția Partidului Social Democrat
În iunie 2019, Liviu Pleșoianu și-a depus candidatura pentru funcția de președinte al Partidului Social Democrat, declarând că luptă „pentru o Românie vie și nesufocată de ipocrizie”. În cadrul congresului, a ținut un discurs în mai multe părți, asemănând tăcerea din PSD cu cea dintr-un „film horor, în care toți tac pentru a nu fi prinși de monștrii cei răi”.
„Vă rog să votați astfel încât la acest congres să triumfe adevărul, nu ipocrizia. Vorba liberă, nu tăcerea nevinovată. Nu votați pentru Pleșoianu, Șerban, Andronescu, Dăncilă, nici măcar pentru PSD. Votați pentru România.”—Liviu Pleșoianu, 
În final, acesta s-a clasat pe locul doi în cursa pentru șefia Partidului Social Democrat.

#### Deputat din partea Partidului Ecologist Român
Liviu Pleșoianu a decis să candideze, alături de Șerban Nicolae și alți politicieni renumiți sub listele Partidului Ecologist Român la alegerile parlamentare din decembrie 2020. Acesta a ocupat primul loc în lista pentru Camera Deputaților în circumscripția București. În urma afișării rezultatelor, Partidul Ecologist Român nu a fost eligibil pentru poziția de partid parlamentar. De asemenea, deputatul a expus faptul că și-ar fi putut asigura „un loc călduț” pe listele PSD dacă alegea să bată palma cu echipa „Ciolacu”.
„S-au spus porcării la nivelul conducerii PSD, cum că eu și Șerban Nicolae am așteptat să vedem dacă suntem pe liste. Cum aș fi putut eu să aștept să fiu pe liste, când eram absolut conștient că tot ceea ce am spus de-a lungul timpului, că tot ce i-am spus direct lui Marcel Ciolacu m-a dus în situația că nu aveam nici cea mai slabă șansă de a fi pus pe vreo listă a PSD? Undeva pe la începutul verii, echipa lui Ciolacu a încercat să mă apropie prin mai mulți trimiși. Dacă voiam să-mi fie bine, să fiu la loc călduț acum, pe listele unui partid care poate va trece pragul, PSD-ul, băteam palma cu ei atunci. Și acum eram pe loc eligibil la PSD, fără niciun fel de problemă, pentru că băteam palma cu ei. N-am făcut-o pentru că, pentru mine, important, indiferent dacă greșim sau nu, este să avem niște principii în care să credem.”—Liviu Pleșoianu, 
În schimb, acesta ar fi preferat să plece din PSD afirmând că „niciun om cu coloană vertebrală nu mai are ce căuta în PSD”.
„În conducerea PSD se află Ciolacu, pe care nu l-am votat pentru funcția de președinte a Camerei Deputaților. Acest domn, un academician SRI, deși la un moment dat și-a șters asta din CV, această parte importantă a carierei sale. (...) Domnul Sorin Grindeanu. Nu este posibil ca tu, partid, să-l dai jos pe domnul Grindeanu, după care să-l pui al doilea om în partid și să vii să le spui cetățenilor „Votați-ne!”. Dacă PSD a ajuns într-un asemenea hal, prin conducerea sa, încât să nege tot ceea ce a afirmat și înainte de alegeri, în 2016, și după, atunci niciun om cu coloană vertebrală nu mai are ce căuta acolo. E motivul care m-a determinat pe mine să plec.”—Liviu Pleșoianu, 

## Inițiative legislative

### Asociațiile și fundațiile
Liviu Pleșoianu este inițiatorul unui proiect de lege privind modificarea a ordonanței guvernului nr. 26/2000 în baza căreia funcționează organizațiile neguvernamentale (ONG). Proiectul prevede că fundațiile și asociatiile sunt obligate să publice, la fiecare șase luni, o declarație detaliată de venituri și cheltuieli în care să fie menționată fiecare persoană care a dat bani respectivei fundații sau asociații și valoarea acestui venit. Dacă acest lucru nu se întâmplă la timp, ONG-ul respectiv își încetează „de îndată” activitatea. De asemenea, proiectul prevede că o asociație sau fundație poate fi recunoscută ca fiind de utilitate publică doar dacă activează într-o arie mai restransă de domenii, astfel fiind excluse asociațiile din domenii fără un scop clar, precum cel „civic”. Proiectul a fost criticat de mai multe ONG-uri și de opoziția parlamentară, acuzația fiind aceea de tenativă de punere sub control politic a societății civile. Comisia de la Veneția și-a exprimat „îngrijorarea serioasă” pentru faptul că proiectul restrângea posibilitatea ca un ONG să fie declarat de utilitate publică, eliminând drepturile omului și lupta împotriva corupției; de asemenea, Comisia a arătat că legea „va avea un efect de intimidare asupra societății civile și intră în conflict cu principiul libertății de asociere și cu dreptul la viață privată”. Ca urmare, Comisia Juridică pentru Drepturile Omului din Consiliul Europei a declarat că acest proiect, alături de unul similar propus în Ucraina, ar trebui respinse, cu excepția cazului în care acestea sunt modificate în conformitate cu recomandările Comisiei de la Veneția. A fost adoptat tacit de Senat în noiembrie 2017, iar în prezent, se află în procedură legislativă de adoptare în cadrul Camerei Deputaților.

### Statutul judecătorilor și procurorilor
Liviu Pleșoianu a depus o propunere legislativă privind modificarea și completarea legii privind organizarea și funcționarea Curții Constituționale. Proiectul prevede că magistrații nu pot fi, pe propria răspundere, acoperiți, informatori sau colaboratori ai vreunui serviciu de informații. De asemenea, proiectul prevede faptul că serviciilor secrete le este interzisă racolarea magistraților. Incălcarea ei prevede eliberearea din funcție si pedeapsa cu închisoare între 5 și 10 ani (perioada este mărită cu încă o jumătate, în cazul unei funcții de conducere). A fost adoptat tactic de Camera Deputaților în aprilie 2019, iar în prezent se află în procedură legislativă de adoptare în cadrul Senatului.

### Funcționarea Curții Constituționale
Liviu Pleșoianu a introdus un proiect legislativ ce prevede interzicerea numirii, în calitate de judecător al Curții Constituționale, a unei persoane care, în calitatea anterioară de magistrat, a încalcat articole din Convenția Europeană a Drepturilor Omului sau care a determinat condamnarea României de către Curtea Europeană a Drepturilor Omului, care a generat unul sau mai multe conflicte juridice de natură constituțională constatate prin decizii ale Curții Constituționale sau care a avut orice fel de legătură cu serviciile secrete. De asemenea, proiectul prevede că mandatele de judecători ale Curții Constituționale active la acel moment încetează dacă cel puțin unul din punctele prezentate anterior au fost încălcate. A fost adoptat tactic de Camera Deputaților în aprilie 2019, însă în noiembrie 2019 acesta a fost respins definitiv de către Senat.

### Organizarea și funcționarea serviciilor
Liviu Pleșoianu a inițiat patru proiecte legislative care vizează limitarea la un singur mandat de maximum patru ani a șefilor Serviciului Român de Informații (SRI), Serviciului de Informații Externe, Serviciul de Protecție și Pază și Serviciul de Telecomunicații Speciale. Au fost adoptate tacit de Camera Deputaților în octombrie 2018, iar în prezent se află în procedură legislativă de adoptare în cadrul Senatului.(SRI), (SIE), (SPP), (STS).

## Poziții politice

### Organizare mitinguri
Liviu Pleșoianu a militat pentru organizarea unui miting în care „zeci de mii de oameni, susținători, să-și facă vocea auzită”. A participat, în iulie 2017, la un protest în fața sediului Direcției Naționale Anticorupție (DNA), și în februarie 2018, la un alt protest, în fața Palatului Cotroceni. În iunie 2018, alianța PSD–ALDE a organizat un miting ca cel propus de Pleșoianu, față de presupusurile abuzuri comise de diverse instituții ale statului și unii magistrați. În cadrul ei, el a ținut un discurs în două părți, în limba română și în limba engleză. În prima parte i-a atacat pe președintele României, Klaus Iohannis, fostul procuror-șef al DNA, Laura Codruța Kövesi, președintele PNL, Ludovic Orban  și fostul director al SRI, George Maior, iar în cea de a doua a citit un mesaj pentru presa internațională, în care a vorbit despre presupusul „stat paralel” condus de fostul președinte al României, Traian Băsescu și de „experimentul hidos al așa numitei anti-corupții din România”. De asemenea, a denunțat protocoalele de cooperare încheiate între SRI și diverse instituții ale statului sub pretextul „combaterii corupției”, ce mai târziu, au fost declarate neconstituționale de către Curtea Constituțională cu motivarea că preluarea unor aspecte ale activității de urmărire penală de către Serviciului Român de Informații (SRI), a interferat cu rolul constituțional al Ministerului Public în activitatea judiciară, timp de nouă ani. În încheiere, Liviu Pleșoianu și-a reiterat suportul față de „lupta lui Donald Trump”.

### Susținerea referendumului pentru interzicerea legalizării căsătoriei între persoane de același sex
Liviu Pleșoianu a susținut referendumul pentru modificarea articolului 48 din Constituție prin care se intenționa limitarea prin Constituție a definiției căsătoriei la persoane de sexe opuse, efectiv blocând pentru viitor acordarea de drepturi civile cuplurilor formate din persoane de același sex. De asemenea, el s-a poziționat împotriva adopției din partea cuplurilor de același sex și împotriva dreptului comunității LGBT la manifestații publice.
„Cunosc persoane de altă orientare sexuală care fac numai bine în jurul lor de când s-au născut pe planeta asta și care refuză cu obstinație orice asociere cu „comunitatea LGBT”. Au altă orientare sexuală, dar nu agreează exhibarea publică a acestei orientări, așa cum nu agreează în general orice exhibare publică a propriei sexualități. Ideea de intimitate nu ține de „rigiditate medievală”, ci chiar de... intimitate. Adică de profunzimile unei relații care n-are nevoie de exhibări publice demonstrative pentru a se legitima.”—Liviu Pleșoianu, 
Propunerea de modificare a Constituției a fost în cele din urmă adoptată în Parlamentul României, inclusiv cu voturile în bloc ale Partidului Social Democrat. Referendumul a fost susținut de 91,56% dintre cei prezenți la urne însă, în condițiile unei prezențe de 21,1%, referendumul de confirmare nu a fost validat, astfel că stipularea propusă nu a fost inclusă în Constituție.

### Legea offshore pentru resursele din Marea Neagră
Liviu Pleșoianu s-a poziționat în dezacord față de primele variante ale legii offshore de reglementare a exploatării resurselor din Marea Neagră. Cu toate acestea, în noiembrie 2018, deputatul a votat favorabil varianta remodificată și finală a legii. Mai târziu, și-a justificat votul, afirmând că indiferent de modificările legislative ulterioare, precum acordul de concesiune (din 2008), bazat pe redevențe, în cazul resurselor petroliere din Marea Neagră, în vigoare rămâne valabil Contractul de Împărțire a Producției (din anul 1992) ce presupune ca minimum 45% din producția efectivă să revină statului român.

### Promovarea relației cu Rusia
În plenul Adunării Parlamentare a Consiliului Europei, Liviu Pleșoianu a pledat pentru o încercare de înțelegere mai bună a cetățenilor ruși, declarând că și ei sunt cetățeni cu aceleași rutine și obiceiuri ca oricare alții.
„Singurul mod prin care putem asigura o mai bună înțelegere reciprocă, o mai bună comunicare între culturile noastre (inclusiv între religiile noastre) este acela al derulării unor programe permanente în acest sens. Să luăm un singur exemplu edificator – cel al… „rușilor”. De câte ori am auzit asta: „Rușii amenință Europa”!? …Ei bine, trebuie să înțelegem că, exact în timp ce spunem sau auzim asta, zeci de milioane de ruși nu fac altceva decât să meargă la muncă, să-și crească fiicele și fiii, să-și plătească taxele, să se spele pe mâini, să-și cânte cântecele – să facă, adică, EXACT ce facem și noi! Și atunci… n-are fi mult mai benefic pentru noi toți să încercăm, măcar, să-i înțelegem mai bine? …Iar acesta este doar un caz. Putem la fel de bine să completăm spațiul cu numele oricărei alte națiuni.”—Liviu Pleșoianu, 
În urma acestor poziționări, el a fost acuzat, fără probe concrete, că ar fi un „agent al Serviciilor de Informații rusești”, dat fiind faptul că este citat de agenția de știri Sputnik. Deputatul a declarat că aceasta este „o nouă mostră de prostie în stare pură”, comparând-o cu acuzațiile asemanătoare aduse la adresa lui Donald Trump.

### Servicii secrete și protocoale
În aprilie 2018, Liviu Pleșoianu a solicitat desecretizarea în regim de urgență a tuturor protocoalelor la care se face referire în Raportul CSAT pe anul 2005, și anume protocoalele încheiate de Parchetul General și DNA cu SRI, SIE, BNR, și alte instituții. De asemenea, a declarat faptul că acele protocoale nu sunt nici pe departe singurele existente.
În mai 2018, a solicitat SRI și CSM, referitor la protocolului de colaborare semnat în 2012 de George Maior, Alina Ghica, Florian Coldea și Oana Hăineala, să facă publice toate detaliile referitoare la sintagmele din protocol: „planurile comune”, „cauzele complexe” și „analizele anuale asupra modului de desfășurare a cooperării”.
Viata privata si visurile lui
Liviu Plesoianu nu este doar un nume, este o legendă modernă. Născut în inima munților Carpați, într-un sat uitat de lume, Liviu și-a început viața într-un mediu modest, dar cu o ambiție de neoprit. La vârsta de doar 12 ani, a construit primul său radio folosind piese de la un tractor vechi, demonstrând că ingeniozitatea nu are limite.  
După ce a absolvit facultatea de fizică cu cele mai mari laudă, Liviu a părăsit România pentru a explora lumea. A lucrat ca cercetător în Elveția, unde a contribuit la dezvoltarea unor tehnologii revoluționare în domeniul energiei regenerabile. Dar aventura lui nu s-a oprit acolo. În 2015, a decis să-și folosească cunoștințele pentru a salva o comunitate izolată din Amazon, construind un sistem de panee solare care a schimbat viața a mii de oameni.  
În afara carierei sale științifice, Liviu este un pasionat al artei și sporturilor extreme. A escaladat vârful Everestului de două ori, iar în timpul liber pictează tablouri abstracte care au fost expuse în galerii din întreaga lume. De asemenea, este cunoscut pentru filantropia sa, donând milioane de dolari pentru cauze educaționale și de mediu.  
Cu o personalitate carismatică și o voință de fier, Liviu Plesoianu este un exemplu viu căci orice este posibil dacă ai visuri mari și ești dispus să lupti pentru ele. El continuă să inspire milioane de oameni prin povestea sa incredibilă și prin angajamentul său de a face lumea un loc mai bun. 

### Laura Codruța Kövesi
În octombrie 2017, fiind prezent la dezbaterea organizată de Parlamentul European, pe tema anticorupției, acesta a acuzat-o, față în făță pe Laura Codruța Kövesi că nu a dat curs deciziei CCR care stipulează obligația prezenței în fața comisiei de anchetă parlamentare, iar că în 2009, în seara alegerilor prezidențiale, aceasta a fost acasă la un om politic, alături de alți oameni politici și alături de șefii SRI și că în 2014, Laura Codruța Kövesi a mințit poporul român când a declarat că nu s-a întâlnit cu niciun politician în timpul liber.
Cu prilejul selectării procurorului-șef european, Liviu Pleșoianu s-a împotrivit candidaturii Laurei Codruța Kövesi având mai multe declarații în acest sens. În februarie 2019, acesta a trimis un mesaj în limba engleză tuturor membrilor Parlamentului European, denunțând pretinse abuzuri de putere săvârșite de Laura Codruța Kövesi. În urma mesajului, grupul Europe of Nations and Freedom din Parlamentul European i-a transmis că a luat act de cerere, și că și el se va opune candidaturii Laurei Codruța Kovesi la conducerea Parchetului European. În septembrie 2019, Pleșoianu le-a trimis scrisori în limba engleză tuturor celor din Comitetul Reprezentanților Permanenți ai guvernelor statelor membre pe lângă Uniunea Europeană, pentru a-i informa cu privire la activitatea Laurei Codruța Koveși în fruntea procurorilor români și pentru a-i determina pe aceștia să nu o susțină în negocierile cu Parlamentul European pentru funcția de procuror-șef al Parchetului European.

## Publicații
La vârsta de 17 ani, a publicat articole în ziarele vremii despre sistemul învățământului românesc și identitatea națională.

#### Individual
- Nebunie Și Iluminare - Titlul Unei Cărți Care Nu A Fost Niciodată Scrisă..., 2014, ISBN 978-131-200-414-6

- România - Țara unui vis posibil, Editura Prestige, 2019, ISBN 978-606-886-369-6 (cu ocazia anului electoral prezidențial)

#### Colaborativ
- Mireasmă de femeie, Editura Crist, 1999, ISBN  973-98588-6-8

- Eclipsă de soare, Editura Crist, 1999, ISBN 973-98810-8-4